# Anton Janssen
Anton Janssen (Tiel, 10 augustus 1963) is een Nederlands voormalig voetballer en voetbaltrainer.

## Spelerscarrière
In de jeugd speelde Janssen bij SV Leones uit Beneden-Leeuwen waar hij op zeventienjarige leeftijd debuteerde in het eerste elftal.  Janssen speelde betaald voetbal van 1982 tot 2000 bij achtereenvolgens N.E.C., Fortuna Sittard, PSV, KV Kortrijk, wederom Fortuna en afsluitend bij N.E.C.. Zijn grootste succes was de winst van de Europacup I met PSV in 1988 waarin hij in de finale tegen SL Benfica, als invaller, de laatste strafschop van de penaltyreeks benutte.

## Spelerstatistieken
| Seizoen | Club            | Competitie     | Duels | Goals |
| ------- | --------------- | -------------- | ----- | ----- |
| 1982/83 | N.E.C.          | Eredivisie     | 2     | 0     |
| 1983/84 | N.E.C.          | Eerste divisie | 24    | 1     |
| 1984/85 | N.E.C.          | Eerste divisie | 33    | 5     |
| 1985/86 | N.E.C.          | Eredivisie     | 28    | 3     |
| 1986/87 | Fortuna Sittard | Eredivisie     | 34    | 4     |
| 1987/88 | Fortuna Sittard | Eredivisie     | 14    | 3     |
| 1987/88 | PSV             | Eredivisie     | 16    | 3     |
| 1988/89 | PSV             | Eredivisie     | 17    | 2     |
| 1989/90 | KV Kortrijk     | Eerste klasse  | 31    | 2     |
| 1990/91 | KV Kortrijk     | Eerste klasse  | 29    | 3     |
| 1991/92 | Fortuna Sittard | Eredivisie     | 26    | 4     |
| 1992/93 | Fortuna Sittard | Eredivisie     | 33    | 5     |
| 1993/94 | Fortuna Sittard | Eerste divisie | 31    | 6     |
| 1994/95 | N.E.C.          | Eredivisie     | 20    | 2     |
| 1995/96 | N.E.C.          | Eredivisie     | 34    | 2     |
| 1996/97 | N.E.C.          | Eredivisie     | 32    | 3     |
| 1998/99 | N.E.C.          | Eredivisie     | 28    | 3     |
| 1999/00 | N.E.C.          | Eredivisie     | 23    | 4     |
| 2000/01 | N.E.C.          | Eredivisie     | 17    | 1     |
| Totaal  | Totaal          | Totaal         | 503   | 58    |

## Erelijst
| Competitie     | Aantal | Jaren                |     |     |
| PSV            | PSV    | PSV                  | PSV | PSV |
| -------------- | ------ | -------------------- | --- | --- |
| Internationaal |        |                      |     |     |
| Europacup I    | 1x     | 1987/88              |     |     |
| Nationaal      |        |                      |     |     |
| Eredivisie     | 2x     | 1987/1988, 1988/1989 |     |     |
| KNVB beker     | 2x     | 1987/88, 1988/89     |     |     |

## Trainerscarrière
In september 2006 werd Janssen trainer van jong PSV, een functie die hij hiervoor had bij NEC A1. Janssen tekende een contract voor vier seizoen bij PSV. In april 2008 wint hij met jong PSV de bekerfinale voor jeugdteams, van zijn vorige team, jong NEC. Jong PSV mag in het seizoen 2008/2009 meedoen met het KNVB bekertoernooi. In het seizoen 2009-2010 werd Janssen kampioen van de eredivisie beloften met jong PSV.
In het seizoen 2010/11 liep Janssen stage als trainer bij N.E.C. om zo het diploma "Coach Betaald Voetbal" te kunnen behalen. In het seizoen 2011/2012 ging hij als coach van Topklasser VV Gemert aan de slag, daarnaast was hij assistent-trainer bij N.E.C.
In februari 2012 tekende hij een tweejarig contract bij eerstedivisionist FC Oss, als opvolger van Dirk Heesen. In zijn eerste seizoen eindigde hij met Oss op de veertiende en in zijn tweede seizoen op de tiende plaats in de eerste divisie.
Op 27 augustus 2013 werd hij door N.E.C. gepresenteerd als nieuwe hoofdtrainer, als opvolger van de ontslagen Alex Pastoor, die al vroeg in het seizoen was ontslagen. Janssen debuteerde als hoofdcoach op vrijdag 30 augustus met een 1-1 gelijkspel tegen NAC Breda. Zijn eerste overwinning behaalde hij op vrijdag 25 oktober, toen sc Heerenveen in eigen huis met 2-1 werd verslagen. Het was de eerste zege van de club uit Nijmegen sinds 22 februari van dat jaar, toen NEC met 3-2 had gezegevierd bij Willem II. Nadat hij N.E.C. niet wist te behoeden voor degradatie, wilde de club een andere hoofdtrainer aanstellen en Janssen doorschuiven naar assistent-trainer of hoofdjeugdopleidingen. Toen Janssen hier niet op inging werd hij in mei 2014 ontslagen.
Van 2015 tot 2019 was hij de coach van De Treffers uit Groesbeek. Hierna werd hij spelersbegeleider bij de Sports Entertainment Group (SEG).

## Trainersstatistieken
| Seizoen   | Club        | Functie           |
| --------- | ----------- | ----------------- |
| 0000–2006 | N.E.C. (A1) | Hoofdtrainer      |
| 2006–2010 | Jong PSV    | Hoofdtrainer      |
| 2011–2012 | VV Gemert   | Hoofdtrainer      |
| 2012      | N.E.C.      | Assistent-trainer |
| 2013–2014 | FC Oss      | Hoofdtrainer      |
| 2014      | N.E.C.      | Hoofdtrainer      |
| 2015–2019 | De Treffers | Hoofdtrainer      |

## Erelijst als trainer
| Competitie                 | Aantal   | Jaren    |          |          |
| Jong PSV                   | Jong PSV | Jong PSV | Jong PSV | Jong PSV |
| -------------------------- | -------- | -------- | -------- | -------- |
| KNVB beker beloften        | 1x       | 2007/08  |          |          |
| Beloften Eredivisie        | 1x       | 2009/10  |          |          |
| VV Gemert                  |          |          |          |          |
| Zondag Hoofdklasse B       | 1x       | 2011/12  |          |          |
| Districtsbeker Zuid II     | 1x       | 2011/12  |          |          |
| De Treffers                |          |          |          |          |
| Promotie naar de Topklasse | 1x       | 2015/16  |          |          |